# كاريس رباعي الأزهار
كاريس رباعي الأزهار (الاسم العلمي:Carissa tetramera) هي نوع نباتي يتبع جنس الكاريس من فصيلة الدفلية.